# Alexis Christian
Alexis Christian (Georgia, Atlanta; julio de 1966) es una ex-modelo erótica y ex-actriz pornográfica. Comenzó a trabajar como modelo erótica en la revista Penthouse a finales de los años 80' y luego a mediados de los 90' firmaría un contrato con la compañía Vivid.

## Biografía
Alexis tuvo una carrera bochornosa y singular en la industria del porno, adquiriendo una serie de rasgos que caracterizarían su carrera antes de su retiro en 1997. Era una chica de cuyos encantos sensuales y actuaciones podrían haberla hecho una enorme estrella en el negocio. En cambio, optó por una rápida y corta carrera que nunca se extendió más allá de escenas lésbicas. Alexis fue una antigua chica pet (noviembre de 1992), también apareció en otras publicaciones como Hustler (diciembre de 1992 y enero de 1993) y chic magazine (enero de 1994).
Para avanzar en su carrera decidió empezar a hacer porno a finales de 1996, firmando un contrato a exclusividad con Vivid Video. Solo rodó 4 películas para Vivid antes de que ellos terminaran su sociedad. Ya Por 1997 terminó con su corta carrera. Nunca tuvo sexo con hombres en sus películas, por decisión personal, prefiriendo solo escenas lésbicas. Esto se dio debido a que no cumplió con la promoción que Vivid había pensado, por lo que los estudios prefirieron a Janine Lindemulder como estrella lésbica.